# Iryna Dauhała
Iryna Wiktarauna Dauhała (biał. Ірына Віктараўна Даўгала, ros. Ирина Викторовна Довгало, Irina Wiktorowna Dowgało, ur. 8 marca 1967 w Krzyczewie) – białoruska działaczka państwowa i polityczka, deputowana do Izby Reprezentantów Białorusi VII–VIII kadencji.

## Życiorys
Urodziła się 8 marca 1967 w Krzyczewie, w obwodzie mohylewskim Białoruskiej SRR, ZSRR. Ukończyła Homelski Uniwersytet Państwowy im. Franciszka Skaryny ze specjalnościami „Język rosyjski i literatura” oraz „Prawoznawstwo”, a także Akademię Zarządzania przy Prezydencie Republiki Białorusi ze specjalnością „Administracja państwowa i lokalna”.
Pracę rozpoczęła w wieku 17 lat w Centralnym Komitecie Rejonowym Komsomołu miasta Homla, była opiekunką pionierów w Szkole Średniej Nr 21, sekretarzem komitetu Komsomołu Homelskiej Muzycznej Wyższej Szkoły Artystycznej im. Niesciera Sakałouskiego. Przez 11 lat pracowała w komisjach ds. niepełnoletnich Rejonu Centralnego miasta Homla i miasta Homla, a następnie w Wydziale ds. Młodzieży Homelskiego Miejskiego Komitetu Wykonawczego. Później pełniła funkcję zastępczyni szefa administracji Rejonu Nowobielickiego miasta Homla. W 2010 roku rozpoczęła pracę w Homelskim Obwodowym Komitecie Wykonawczym, gdzie trzy lata później stanęła na czele Głównego Urzędu Pracy Ideologicznej, Kultury i Spraw Młodzieży. Jest członkinią zjednoczenia społecznego „Biała Ruś”.
W 2019 roku została deputowaną do Izby Reprezentantów VII kadencji z homelskiego-sowieckiego okręgu wyborczego nr 34. Pełni w niej funkcję członkini Stałej Komisji ds. Prawodawstwa. Należy do Delegacji Zgromadzenia Narodowego ds. Ożywienia Kontaktów ze Zgromadzeniem Parlamentarnym Rady Europy, a także do grup roboczych ds. współpracy z parlamentami Algierii, Hiszpanii, Kirgistanu, Singapuru i państw Europy Południowo-Wschodniej. Została także deputowaną do Izby Reprezentantów VIII kadencji.

## Życie prywatne
Iryna Dauhała jest mężatką, ma syna.